# パブロ・アイマール
パブロ・アイマール（Pablo César Aimar Giordano, 1979年11月3日 - ）は、アルゼンチン・コルドバ州リオ・クアルト出身の元サッカー選手、現サッカー指導者。現役時代のポジションはミッドフィールダー。元アルゼンチン代表。現在はアルゼンチンU-17代表監督。現役時代のプレーにはリオネル・メッシも憧れを抱いていた選手であった。

## 生い立ち
1979年11月3日、コルドバ州にあるリオ・クアルトという町に生まれた。父親のロベルト・アイマールはEl Payo（バージョ、田舎者）の愛称で、古豪ニューウェルズ・オールドボーイズでの選手経験もある元サッカー選手である。パブロはEl Payaso（パジャッソ、ピエロ）と呼ばれることがあるが、これはRoberto（ロベルト）という男性名の愛称に因んだEl Payito（パジート、小さなバージョ）が原形にあり、彼の華麗なプレーに驚いたメディアが名付けたものである。また、ミドルネームは「セサール」であるが、これはアルゼンチンで開催された1978 FIFAワールドカップでアルゼンチン代表に初優勝をもたらしたセサール・ルイス・メノッティ監督に敬意を表して付けられたものである。家族は他に姉と弟がおり、弟のアンドレス・アイマールもサッカー選手であるが、パブロとは違い直毛である。
小学校に入学するのと同じ時期に地元のAAエストゥディアンテスに入団。14歳となる1993年に名門CAリーベル・プレートのスカウトの目にとまり、トライアウトを受けて合格した。しかし、父ロベルトはプロで成功しなかった自身の経験を鑑みて、この話を断った。中流階級育ちのパブロは薬学の勉強にも熱を入れ、将来は医学系の職に就くという目標も持っていたためである。しかし、CAリーベル・プレートの下部組織で長年コーチを務めるホルヘ・ブスティが電話で説得を続け、結局入団が決まった。

## クラブ経歴

### CAリーベル・プレート
17歳のカテゴリーに昇進した1995年にプロ契約し、1996年8月11日、CAコロン戦でプリメーラ・ディビシオンデビューを果たした。1997-98シーズンにはレギュラーに定着し、同シーズンのリーグ優勝に貢献。退団までに5つのタイトルを獲得した。1998年に加入したハビエル・サビオラとは、ピッチの内外で良好な関係を築き、退団までに合計87試合22ゴールの成績を残した。

### バレンシアCF
2001年1月、移籍金2400万ユーロでバレンシアに移籍した。バレンシアで着けた背番号21番は、FCバルセロナでルイス・エンリケが着けていた背番号に由来した。第23節のラス・パルマス戦でリーガ初ゴールを決めた。またUEFAチャンピオンズリーグで2年連続の決勝進出を果たし、バイエルン・ミュンヘンにPK戦で敗れたものの、クラブ史に残る成績を挙げた。2001年夏に就任したラファエル・ベニテス監督はトップ下を置かない守備的な戦術を取ったため出場機会を減らしたが、2001-02シーズン後半に差しかかったところで「フォワードの後ろでプレーさせてほしい」と直訴してポジションを得ると、33試合に出場して4得点を記録し、31シーズンぶりのリーグ優勝に貢献した。2002-03シーズン、第7節のアスレティック・ビルバオ戦ではハットトリックを決めた。2003-04シーズンには国内リーグとUEFAカップの2冠に貢献するなど、中心選手として活躍した。2004年夏のプレシーズンにはバレンシアの一員として来日し、新潟県でJリーグのアルビレックス新潟と親善試合を行った。この際、同県を中心に被災者を出した水害や中越地震に心を痛め、義援金100万円を出している。この試合は5-2で新潟が勝利しているが、アイマール自身は負傷のため試合には出場していない。
2004年夏にクラウディオ・ラニエリ監督が就任すると、本来のポジション以外で起用されたり、先発メンバーを外れることが多くなった。しかし2005年2月に成績不振からラニエリが退任し、アントニオ・ロペス監督が就任した後は、チームの中心に据えられて再び輝きを取り戻した。2005-06シーズンは負傷に悩まされ、更にキケ・サンチェス・フローレス監督の起用法の影響もあって、本来のプレーを発揮するに至らなかった。2006年4月12日、酷いウイルス性の髄膜炎と診断されて入院したが、すぐに回復してチームに戻った。バレンシア在籍中にはたびたび負傷に悩まされた。

### レアル・サラゴサ
2006年7月、移籍金1200万ユーロでレアル・サラゴサと4年契約を結んだ。攻撃的なスタイルを信奉するビクトル・フェルナンデス監督の下、2006-07シーズンはアンドレス・ダレッサンドロらとともにリーグに旋風を巻き起こし、2007年2月にはEFE通信トロフィー（リーガでプレーする中南米人の最優秀選手賞）を受賞した。2007-08シーズンはバレンシアCF時代もチームメイトであったロベルト・アジャラとともにチームを引っ張ったが、リーグ戦22試合に出場して無得点に終わり、チームもセグンダ・ディビシオン（2部）降格となった。

### SLベンフィカ

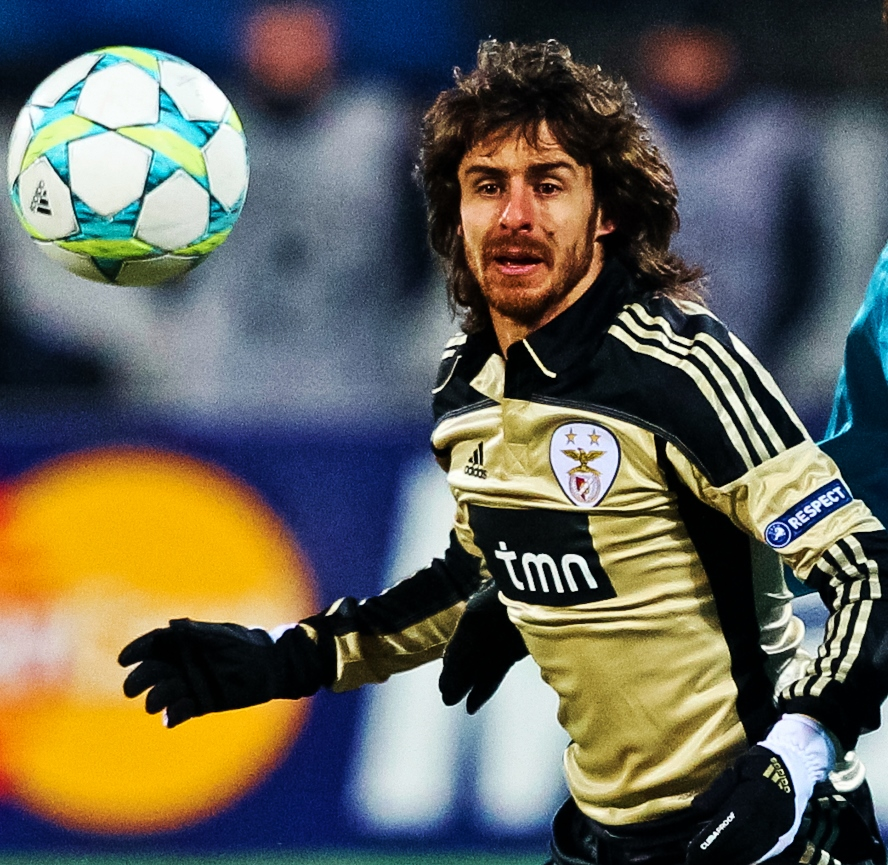
ベンフィカ時代 (2012年)

SLベンフィカのテクニカルディレクターを務めていたルイ・コスタの熱心な勧誘により、2008年7月17日、移籍金650万ユーロ（約11億円）の4年契約でSLベンフィカに移籍した。2008-09シーズンの前半戦は度重なる負傷に悩まされ、22試合出場1得点と期待外れに終わった。2009-10シーズンは体調を良好に保ち、CAリーベル・プレート時代のチームメイトである新加入のハビエル・サビオラと素晴らしい関係を築いた。25試合に出場して4得点11アシストと大活躍し、5シーズンぶりにリーグ優勝を果たした。
2013年6月、ベンフィカからの退団を表明。

### ジョホール・ダルル・タクジムFC
2013年9月、2014シーズンからマレーシア・スーパーリーグのジョホール・ダルル・タクジムFCに加入する事が発表された。しかし、怪我のため8試合しか出場できず、2014年4月22日に解雇された。

### CAリーベル・プレート復帰
2015年1月5日、2014年4月にジョホールFC（マレーシア）を退団後は無所属になっていたが、14年ぶりにCAリーベル・プレートに復帰することが発表された。5月31日のロサリオ・セントラルとの対戦に途中出場したが、右踵の痛みに悩まされ、コパ・リベルタドーレス準決勝の招集リストからも外されたのを機に、7月15日引退を発表。

## 代表経歴

### 世代別代表
世代別アルゼンチン代表の常連であり、1995年にはエクアドルで開催されたFIFA U-17世界選手権で3位となった。1997年にはフアン・ロマン・リケルメやエステバン・カンビアッソなどがいたU-20アルゼンチン代表として南米ユース選手権で優勝し、さらにFIFAワールドユース選手権でも優勝した。同大会のメンバーにはアイマールの他に、後のA代表の主力となるワルテル・サムエルやカンビアッソ、リケルメといった面子が顔を揃えていた。

### A代表
1999年6月9日、メキシコ戦でアルゼンチンA代表にデビューし、2000年8月16日、2002 FIFAワールドカップ・南米予選のパラグアイ戦 (1-1) で代表初得点を決めた。2002年には日韓で共催されたワールドカップにはベロンの控えという形で3試合に出場。イングランド戦 (0-1) ではフアン・セバスティアン・ベロンとの交代で途中出場した。続くスウェーデン戦では先発起用されたが、アルゼンチン代表はグループリーグで敗退した。
2005年にはコンフェデレーションズカップに出場し、ブラジルと対戦した決勝 (1-4) で敗れたが、この試合でチーム唯一となる得点を決めた。2006 FIFAワールドカップ・南米予選ではチリ戦 、ベネズエラ戦 、ボリビア戦 (3-0) の3試合で得点して本大会出場に貢献。2006年にドイツで開催されたワールドカップの出場メンバーにも選ばれ、3試合に出場したが、僅かな出場時間に終わり、準々決勝でドイツでは出場機会は無く、チームも敗れた。2007年にはコパ・アメリカに出場し、グループリーグのアメリカ戦(4-1)では約2年ぶりに代表でのゴールを決めた。決勝ではブラジルと対戦し、0-3で完敗した。この大会以降は代表から遠ざかった。
2009年10月、2010 FIFAワールドカップ・南米予選の最後の2試合のために、約2年ぶりに代表に招集された。それまでディエゴ・マラドーナ監督は典型的な10番タイプの選手を起用せずにいたが、10月10日のペルー戦(2-1)ではトップ下として先発出場し、2アシストを決めた。後半開始早々には代表デビュー戦となったゴンサロ・イグアインの先制点をアシストし、同点で迎えた後半ロスタイムにはマルティン・パレルモの劇的な勝ち越し弾を導いた。

## 指導者経歴
現役引退後の2017年2月には、弟・アンドレスとの共演を熱望していたことから古巣AAエストゥディアンテス （アルゼンチン3部）での現役復帰も報じられたが、同年6月にはアルゼンチンU-17代表監督に就任することが発表され、指導者の道を歩むこととなった。
同年11月に行われたU-15南米選手権にて兼業でディエゴ・プラセンテ率いるU-15代表のアシスタントコーチに一時的に就任、2018年1月には予てからの噂通り、弟との共演のためにAAエストゥディアンテスでコパ・アルヘンティーナに1試合限定で現役復帰も果たした。
同年3月からはA代表のコーチも兼務、8月にリオネル・スカローニがA代表監督に就任すると、アイマールはアシスタントコーチに抜擢されている（引き続きU-17代表監督との兼務）。

## 個人成績
| 国内大会個人成績 | 国内大会個人成績             | 国内大会個人成績 | 国内大会個人成績 | 国内大会個人成績             | 国内大会個人成績 | 国内大会個人成績 | 国内大会個人成績 | 国内大会個人成績   | 国内大会個人成績   | 国内大会個人成績 | 国内大会個人成績 |
| 年度             | クラブ                       | 背番号           | リーグ           | リーグ戦                     | リーグ戦         | リーグ杯         | リーグ杯         | オープン杯         | オープン杯         | 期間通算         | 期間通算         |
| 年度             | クラブ                       | 背番号           | リーグ           | 出場                         | 得点             | 出場             | 得点             | 出場               | 得点               | 出場             | 得点             |
| アルゼンチン     | アルゼンチン                 | アルゼンチン     | アルゼンチン     | リーグ戦                     | リーグ戦         | リーグ杯         | リーグ杯         | アルヘンティーナ杯 | アルヘンティーナ杯 | 期間通算         | 期間通算         |
| ---------------- | ---------------------------- | ---------------- | ---------------- | ---------------------------- | ---------------- | ---------------- | ---------------- | ------------------ | ------------------ | ---------------- | ---------------- |
| 1996-97          | リーベル・プレート           |                  |                  | 1                            | 0                |                  |                  |                    |                    | 1                | 0                |
| 1997-98          | リーベル・プレート           |                  |                  | 16                           | 4                |                  |                  |                    |                    | 16               | 4                |
| 1998-99          | リーベル・プレート           |                  |                  | 18                           | 2                |                  |                  |                    |                    | 18               | 2                |
| 1999-00          | リーベル・プレート           | 10               |                  | 32                           | 13               |                  |                  |                    |                    | 32               | 13               |
| 2000-01          | リーベル・プレート           | 10               |                  | 15                           | 2                |                  |                  | 5                  | 1                  | 20               | 3                |
| スペイン         | スペイン                     | スペイン         | スペイン         | リーグ戦                     | リーグ戦         | 国王杯           | 国王杯           | オープン杯         | オープン杯         | 期間通算         | 期間通算         |
| 2000-01          | バレンシア                   | 22               |                  | 10                           | 2                | -                | -                | -                  | -                  | 10               | 2                |
| 2001-02          | バレンシア                   | 21               |                  | 33                           | 4                | 1                | 0                | 6                  | 2                  | 40               | 6                |
| 2002-03          | バレンシア                   | 21               |                  | 31                           | 8                | 2                | 1                | 3                  | 2                  | 44               | 11               |
| 2003-04          | バレンシア                   | 21               |                  | 25                           | 4                | 5                | 0                | 8                  | 0                  | 38               | 4                |
| 2004-05          | バレンシア                   | 21               |                  | 31                           | 4                | 1                | 0                | 6                  | 2                  | 37               | 6                |
| 2005-06          | バレンシア                   | 21               |                  | 32                           | 5                | 2                | 0                | 1                  | 0                  | 35               | 5                |
| 2006-07          | サラゴサ                     | 8                |                  | 31                           | 5                | 1                | 0                | -                  | -                  | 32               | 5                |
| 2007-08          | サラゴサ                     | 8                |                  | 22                           | 0                | 2                | 0                | 1                  | 0                  | 25               | 0                |
| ポルトガル       | ポルトガル                   | ポルトガル       | ポルトガル       | リーグ戦                     | リーグ戦         | リーグ杯         | リーグ杯         | ポルトガル杯       | ポルトガル杯       | 期間通算         | 期間通算         |
| 2008-09          | ベンフィカ                   | 10               |                  | 22                           | 1                | 2                | 0                | 1                  | 0                  | 25               | 1                |
| 2009-10          | ベンフィカ                   | 10               |                  | 25                           | 4                | 1                | 0                | 11                 | 1                  | 37               | 5                |
| 2010-11          | ベンフィカ                   | 10               |                  | 23                           | 5                | 6                | 1                | 12                 | 1                  | 41               | 7                |
| 2011-12          | ベンフィカ                   | 10               |                  | 24                           | 2                | 2                | 0                | 12                 | 1                  | 38               | 3                |
| 2012-13          | ベンフィカ                   | 10               |                  | 13                           | 0                | 3                | 0                | 3                  | 0                  | 19               | 0                |
| マレーシア       | マレーシア                   | マレーシア       | マレーシア       | リーグ戦                     | リーグ戦         | マレーシア杯     | マレーシア杯     | FA杯               | FA杯               | 期間通算         | 期間通算         |
| 2014             | ジョホール・ダルル・タクジム | 10               |                  | 8                            | 2                | 0                | 0                | -                  | -                  | 8                | 2                |
| アルゼンチン     | アルゼンチン                 | アルゼンチン     | アルゼンチン     | リーグ戦                     | リーグ戦         | リーグ杯         | リーグ杯         | アルヘンティーナ杯 | アルヘンティーナ杯 | 期間通算         | 期間通算         |
| 2015             | リーベル・プレート           |                  |                  | 1                            |                  |                  |                  |                    |                    |                  |                  |
| 通算             | アルゼンチン                 | アルゼンチン     |                  | \|\|\|\|\|\|\|\|\|\|\|\|\|\| |                  |                  |                  |                    |                    |                  |                  |
| 通算             | スペイン                     | スペイン         |                  | \|\|\|\|\|\|\|\|\|\|\|\|\|\| |                  |                  |                  |                    |                    |                  |                  |
| 通算             | ポルトガル                   | ポルトガル       |                  | \|\|\|\|\|\|\|\|\|\|\|\|\|\| |                  |                  |                  |                    |                    |                  |                  |
| 通算             | マレーシア                   | マレーシア       |                  | \|\|\|\|\|\|\|\|\|\|\|\|\|\| |                  |                  |                  |                    |                    |                  |                  |
| 総通算           | 総通算                       | 総通算           | 総通算           | \|\|\|\|\|\|\|\|\|\|\|\|\|\| |                  |                  |                  |                    |                    |                  |                  |

## 代表歴

### 出場大会
- U-17アルゼンチン代表
  - 1995年 - FIFA U-17世界選手権 3位
- U-20アルゼンチン代表
  - 1997年 - FIFAワールドユース選手権 優勝
- アルゼンチン代表
  - 2002年 - FIFAワールドカップ
  - 2005年 - FIFAコンフェデレーションズカップ 準優勝
  - 2006年 - FIFAワールドカップ
  - 2007年 - コパ・アメリカ 準優勝

### 試合数
- 国際Aマッチ 52試合 8得点（1999年-2009年）[26]

| アルゼンチン代表 | 国際Aマッチ | 国際Aマッチ |
| 年               | 出場        | 得点        |
| ---------------- | ----------- | ----------- |
| 1999             | 2           | 0           |
| 2000             | 5           | 1           |
| 2001             | 8           | 0           |
| 2002             | 6           | 1           |
| 2003             | 9           | 4           |
| 2004             | 2           | 0           |
| 2005             | 6           | 1           |
| 2006             | 6           | 0           |
| 2007             | 7           | 1           |
| 2008             | 0           | 0           |
| 2009             | 1           | 0           |
| 通算             | 52          | 8           |

### 得点
| #  | 開催年月日     | 開催地           | 対戦国         | スコア | 結果  | 試合概要                             |
| -- | -------------- | ---------------- | -------------- | ------ | ----- | ------------------------------------ |
| 1. | 2000年8月16日  | ブエノスアイレス | パラグアイ     | 1-1    | △ 1-1 | 2002 FIFAワールドカップ・南米予選    |
| 2. | 2002年3月27日  | ジュネーヴ       | カメルーン     | 2-2    | △ 2-2 | 親善試合                             |
| 3. | 2003年4月30日  | トリポリ         | リビア         | 3-1    | ○ 3-1 | 親善試合                             |
| 4. | 2003年9月6日   | ブエノスアイレス | チリ           | 2-0    | △ 2-2 | 2006 FIFAワールドカップ・南米予選    |
| 5. | 2003年9月9日   | カラカス         | ベネズエラ     | 1-0    | ○ 3-0 | 2006 FIFAワールドカップ・南米予選    |
| 6. | 2003年11月15日 | ブエノスアイレス | ボリビア       | 3-0    | ○ 3-0 | 2006 FIFAワールドカップ・南米予選    |
| 7. | 2005年6月29日  | フランクフルト   | ブラジル       | 1-4    | ● 1-4 | FIFAコンフェデレーションズカップ2005 |
| 8. | 2007年6月28日  | マラカイボ       | アメリカ合衆国 | 3-1    | ○ 4-1 | コパ・アメリカ2007                   |

## タイトル

### クラブ
リーベル・プレート
- プリメーラ・ディビシオン：1996-97A, 1996-97C, 1997-98A, 1999-2000A, 1999-2000C
- コパ・リベルタドーレス：1996
- スーペルコパ・スダメリカーナ：1997

バレンシア
- プリメーラ・ディビシオン：2001-02, 2003-04
- UEFAカップ：2003-04
- UEFAスーパーカップ：2004

ベンフィカ
- スーペル・リーガ：2009-10
- タッサ・ダ・リーガ：2008-09, 2009-10, 2010-11, 2011-12

### 代表
U-20アルゼンチン代表
- FIFAワールドユース選手権：1997